# Бикарбонат
Бикарбонат (по ИУПАЦ-у хидрогенкарбонат) у неорганској хемији је прелазни облик у депротонацији угљене киселине.

## Хемијске особине
Бикарбонатни јон је анјон са емпиријском формулом 3- и молекуларном масом од 61,01 далтона. Састоји се од централног атома угљеника окруженог са три атома кисеоника у тригонално планарном распореду, и са атомом водоника везаним за један од атома кисеоника.

## Једињења бикарбоната
- Натријум бикарбонат
- Калијум бикарбонат
- Калцијум бикарбонат
- Амонијум бикарбонат